# Bruno Pontecorvo
Bruno Pontecorvo, född 22 augusti 1913 i Marina di Pisa, död 24 september 1993 i Dubna i Ryssland, var en italienskfödd atomfysiker och författare av ett stort antal studier inom högenergifysik. Han blev tidigt assistent åt Enrico Fermi och därmed en i gänget Ragazzi di via Panisperna.
Pontecorvo blev beryktad, även utanför vetenskapssamhället, till följd av sin frivilliga flytt med sin svenska hustru till Sovjetunionen 1950. Där fortsatte han sin forskning om neutriner och muonens sönderfall, vilket 1957 gav en första variant av vad som senare skulle bli PMNS-matrisen, en så kallad aromblandningsmatris för neutriner.

## Biografiska anteckningar
Pontecorvo var son till en icke-konfessionell välbärgad judisk affärsman och äldre bror till den internationellt framgångsrike filmregissören Gillo Pontecorvo.
Endast fyllda 18 år fick han tillträde till en fysikkurs som gavs av Enrico Fermi vid universitetet La Sapienza i Rom, och blev snart en av Fermis närmaste assistenter (tillika den yngste) och en av Pojkarna på Via Panisperna, som Fermis grupp ofta kallades (efter gatan där laboratoriet låg).
År 1934 bidrog han till Fermis berömda experiment som visade långsamma neutroners egenskaper och ledde fram till upptäckten av kärnfission.
1936 flyttade han till Paris, där han 1938 inledde en relation med Marianne Nordblom, en ung svensk fransk litteratur-student. Parets första son föddes under samma år. 

## Vetenskapligt eftermäle
Bruno Pontecorvos vetenskapliga insats är fylld av överväldigande intuition främst knutet till neutriner, av vilka några utgör milstolpar i modern fysik:
- idén att neutriner kan övergå till andra typer av neutriner, ett fenomen  känt som neutrinooscillationer. (Nobelpriset tilldelades Masatoshi Koshiba och Ray Davis 2002 för insatser inom neutrinoastronomi)

Idén föreslogs 1957 och utvecklades de följande åren av Pontecorvo till 1967, då modellen fick sin moderna form som PMNS-matrisen genom japanerna Maki Jirō, Nakagawa Masami och Sakata Shōichi. Fenomenet iakttogs först 1968 bland neutriner från solen och därefter i flera andra experiment. Trots en vanlig missuppfattning, hann han aldrig bli belönad med något Nobelpris. I detta senare fall analogt med Nicola Cabibbos öde, som initiator till Cabibbo-Kobayashi-Masukawa-matrisen, där de två senare namnen; Toshihide Masukawa och Makoto Kobayashi, fick 2008 års nobelpris i fysik.
Det prestigefyllda Pontecorvopriset instiftades till hans minne 1995.
Asteroiden 13197 Pontecorvo är uppkallad efter honom.